# راتنيك (فلم)
راتنيك (بالإنجليزية: Ratnik)، هُو فيلم لنهاية العالم وما بعدها وخيال علمي نيجيري صدر سنة 2020، أنتجه وأخرجه Dimeji Ajibola. يُعد هذا الفيلم أول فيلم نيجيري في هذا النوع السينمائي على الإطلاق. الفيلم من بطولة كُل من أوساس إيغودارو وBolanle Ninalowo وAdunni Ade وتوبي تيديلا.

## روابط خارجية
- راتنيك على موقع IMDb (الإنجليزية)
- راتنيك على موقع كينوبويسك (الروسية)